# Gianfranco Terenzi
Pour l’article homonyme, voir Terenzi.
Gianfranco Terenzi, né le 2 janvier 1941 dans la Ville de Saint-Marin (Saint-Marin) et mort le 20 mai 2020 à Serravalle (Saint-Marin), est un homme d'État saint-marinais, membre du Parti démocrate-chrétien.

## Biographie
Gianfranco Terenzi est capitaine-régent de Saint-Marin à quatre reprises, du 1er octobre 1987 au 1er avril 1988 avec Rossano Zafferani, du 1er octobre 2000 au 1er avril 2001 avec Enzo Colombini, du 1er avril au 1er octobre 2006 avec Loris Francini et du 1er octobre 2014 au 1er avril 2015, en tandem avec Guerrino Zanotti.

## Distinction
- Collier de l'ordre de Pie IX (nomination du 16 mars 2015 par le pape François[2]).